# Дорогой мой человек
«Дорогой мой человек» — советский цветной фильм, поставленный на киностудии «Ленфильм» в 1958 году режиссёром Иосифом Хейфицем по мотивам романа Юрия Германа «Дело, которому ты служишь» с привлечением сюжетного материала, в дальнейшем воплотившегося в романы «Дорогой мой человек» и «Я отвечаю за всё».
Премьера фильма в СССР состоялась 7 августа 1958 года.

## Сюжет
Врач Владимир Устименко — человек долга и чести, предан делу, которому служит, и одной-единственной любви, которую проносит через всю свою жизнь: любви к Варваре Степановой — взбалмошной девчонке, мечтавшей стать великой актрисой, но ставшей в итоге геологом. Война жестоко вмешивается в судьбы героев и ещё больше запутывает их отношения. После долгой и неожиданной разлуки герои впервые встретятся во фронтовом госпитале, где врач Устименко будет оперировать не приходящую в сознание тяжелораненую пациентку Степанову.

## В ролях
- Алексей Баталов — Владимир Устименко, врач
- Инна Макарова — Варвара Степанова, возлюбленная Владимира, геолог
- Пётр Константинов — Родион Мефодиевич Степанов, отец Варвары, контр-адмирал
- Юрий Медведев — Евгений, брат Варвары
- Пётр Кирюткин — Мефодий Лукич, дед Варвары
- Белла Виноградова — Вера Николаевна Вересова, жена Владимира, врач
- Лидия Штыкан — Люба, сестра Веры, врач
- Цецилия Мансурова — Ашхен Аганян, военный врач
- Валентина Журавская — Зинаида Михайловна Бакунина, военный врач
- Леонид Быков — Павел Богатырёв, пациент в госпитале
- Борис Чирков — Жилин, санитар
- Иван Переверзев — подполковник Козырев
- Павел Усовниченко — Алексей Антонович
- Михаил Екатерининский — Георгий Францевич Пуш, врач

## Съёмочная группа
- Сценарий — Юрия Германа и Иосифа Хейфица
- Постановка — Иосифа Хейфица
- Главные операторы — Моисей Магид, Лев Сокольский
- Композитор — Венедикт Пушков
- Директор картины — Михаил Генденштейн

## Съёмки фильма
Часть съёмок фильма проходили в Калининграде и Балтийске.
Кинолента запечатлела для нас руины бывшего Альдтштада и острова Канта, на котором в наше время расположен Кафедральный собор Калининграда. Кроме того зрители смогут увидеть руины восточного крыла Королевского замка, флигель Унфрида, а также коробку здания Рейхсбанка. В Балтийске ряд сцен снимали на Морском бульваре и у Балтийского маяка.